# Kim Kum-Yong
Kim Kum-Yong (en coreano: 김금영; 17 de agosto de 2001) es una deportista norcoreana que compite en tenis de mesa, en la modalidad de dobles mixto. Participó en los Juegos Olímpicos de París 2024, obteniendo una medalla de plata en el torneo de dobles mixto (junto con Ri Jong-Sik).

## Palmarés internacional
| Juegos Olímpicos | Juegos Olímpicos | Juegos Olímpicos | Juegos Olímpicos |
| Año              | Lugar            | Medalla          | Prueba           |
| ---------------- | ---------------- | ---------------- | ---------------- |
| 2024             | París (Francia)  | Medalla de plata | Dobles mixto     |